# Bethlehemkerk (Berlijn-Mitte)
De Bethlehemkerk (Duits Bethlehemskirche; ook Böhmische Kirche) was een lutherse en hervormde simultaankerk in het centrum van Berlijn. De in 1737 voltooide kerk werd voor protestantse geloofsvluchtelingen uit Bohemen gebouwd. In 1943 werd de kerk verwoest door geallieerde bombardementen.

## Geschiedenis
De Bethlehemkerk werd in 1732 voor de ballingen uit Bohemen gebouwd in opdracht van koning Frederik Willem I. Het waren voornamelijk wevers en spinners die zich vestigden in de uitbreiding van Friedrichstadt. De Boheemse ballingen oriënteerden zich met hun protestantse tradities op de Boheemse Broeders. De naam van het kerkgebouw gaat terug op de Bethlehemkapel te Praag, die voor deze broederschap een belangrijke plek innam omdat hier Johannes Hus predikte. De taal in de kerk was Tsjechisch en de eerste drie predikanten waren ook van Tsjechische komaf. Pas vanaf 1750 werd er ook in het Duits gepreekt. Lang duurde de eenheid van de gemeente niet, want nadat er voor de derde keer op een rij een lutherse predikant werd benoemd splitste de gemeente zich in een drietal richtingen op: een Hernhuttersgemeente, een Boheems-lutherse gemeente en een Boheems-hervormde gemeente. De lutherse en hervormde gemeenten sloten zich later allebei aan bij de in 1817 opgerichte Kerk van de oud-Pruisische Unie.
Sinds 1751 kreeg de Boheems-hervormde gemeente een tweede kerk in Rixdorf, een Boheems dorp dat later opging in de wijk Neuköln, die in 1835 op dezelfde plaats weer door nieuwbouw werd vervangen. De Boheems-lutherse gemeente vormde ook een eigen kerkgemeente in Rixdorf en verwierven daar in 1884 de oude dorpskerk van Rixdorf.
Na Hitlers machtovername in 1933 sloot de Bethlehemskerk zich onder leiding van dominee Walter Nordmann bij de Bekennende Kirche aan. De Bethlehemgemeente nam de door de dwangarbeid groter geworden Nederlands-Hervormde gemeente van Berlijn onder haar hoede en hielp de Nederlandse kerkgemeente bij de geestelijke verzorging.
Op 24 november 1943 werd de Bethlehemkerk tijdens een geallieerde luchtaanval tot op de buitenmuren verwoest. De ruïne werd in 1954, volgens andere opgaven 1963, gesloopt.

## Kunstwerk

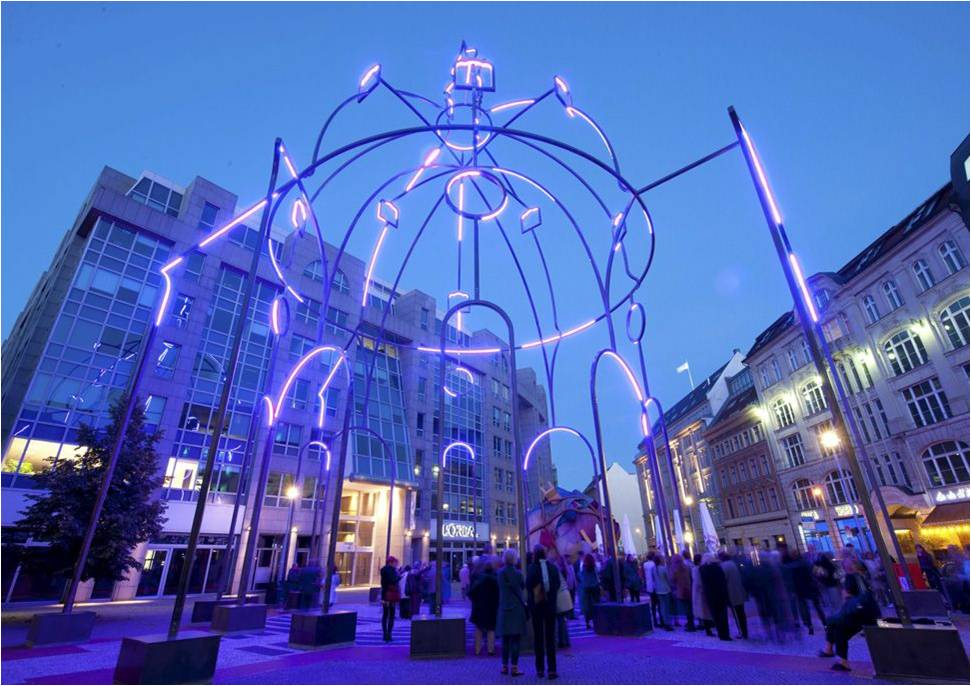
Juan Garaizabal Memoria Urbana Berlin

In 2012 verrees op de plaats van het grondmozaïek, dat de vroegere plaats van de kerk markeert, een tijdelijk kunstwerk van de Spaanse kunstenaar Juan Garaizabal. Het werd in het kader van zijn internationale project Memorias Urbanas gemaakt en visualiseert de Bethlehemkerk op ware grootte in de vorm een lichtinstallatie. De constructie van stalen buizen met een hoogte van ongeveer 30 meter en een breedte cq diepte van 23 meter, weegt 60 ton en wordt voorzien van 400 meter LED-verlichtingsbuizen van kleur. Het kunstwerk met de naam Wandering Church zou voor een periode van 12 maanden blijven staan, maar kreeg toestemming voor een verlenging tot november 2013. Er worden pogingen ondernomen om het kunstwerk een blijvend karakter te geven.